# Гильдемайстер, Ганс
Ганс Гильдемайстер (нем. Hans Gildemeister; род. 9 февраля 1956, Лима, Перу) — чилийский профессиональный теннисист и теннисный тренер, специалист по игре на грунтовых кортах.
- Бывшая пятая ракетка мира в парном и 12-я в одиночном разряде
- Победитель 27 турниров Гран-при в одиночном и парном разрядах
- Финалист Открытого чемпионата Франции (1982) в мужском парном разряде

## Игровая карьера
Юниорская карьера Ганса Гильдемайстера была отмечена победами в престижном турнире Orange Bowl в возрастных категориях до 14 и до 16 лет, а также парным титулом в возрастной категории до 18 лет, завоёванным с Белусом Пражу. Хотя в годы выступлений за сборную Южно-Флоридского университета Ганс Гильдемайстер играл на бетонных хардовых кортах, почти с самого начала профессиональной карьеры он сосредоточил свои выступления на грунтовых кортах. Именно на этом покрытии он одержал 85 % своих побед в турнирах Гран-при и турнирах Большого шлема.
Уже в декабре 1976 года, в 20 лет, Гильдемайстер выиграл свой первый турнир Гран-при в парном разряде. Это произошло у него на родине, в Чили, где его партнёром был старший соотечественник, недавний финалист Кубка Дэвиса Патрисио Корнехо. Сам Гильдемайстер дебютировал в составе сборной Чили в Кубке Дэвиса на следующий год. В 1979 году он трижды играл в финалах турниров Гран-при в одиночном разряде, выиграв два из них, в том числе престижный Международный чемпионат Испании в Барселоне, а также дошёл до четвертьфинала на Открытом чемпионате Франции, проиграв там Бьорну Боргу. В этом сезоне на грунтовых кортах в его активе были победы над такими соперниками, как Иван Лендл, Мануэль Орантес и Рауль Рамирес. К февралю 1980 года Гильдемайстер поднялся в рейтинге ATP в одиночном разряде до 12-го места.
С 1980 года партнёром Гильдемайстера на грунтовых кортах стал эквадорец Андрес Гомес. За первый совместный сезон они четыре раза играли в финалах, одержав три победы, а в следующем году завоевали уже пять титулов, в том числе на входящих в число наиболее престижных грунтовых турниров Открытом Гран-при Германии и Открытом чемпионате Италии, ещё дважды проиграв в финалах. Гильдемайстер и Гомес завоевали право на участие в турнире Мастерс — итоговом турнире профессионального сезона среди сильнейших игроков-одиночников и пар мира, но выступить на этом турнире чилийцу не позволил тиф.
Вернувшись на корт в мае 1982 года, уже через несколько недель Гильдемайстер пробился в финал Открытого чемпионата Франции, где с ним выступал ещё один представитель Чили Белус Пражу. В финале чилийскую пару, посеянную под седьмым номером, обыграли фавориты турнира Шервуд Стюарт и Ферди Тайган. В следующий год Пражу выступал в паре с Гильдемайстером попеременно с Гомесом, но в июле 1983 года тот снова выбыл из строя на пять месяцев из-за тяжёлой травмы спины и аппендицита. После неудачного сезона в 1984 году Гильдемайстер завоевал за 1985 и 1986 годы семь титулов на турнирах Гран-при (шесть из них с Гомесом) и к апрелю 1987 года достиг высшего в парной карьере пятого места в рейтинге ATP, но два титула Гран-при, выигранных с Гомесом в этом сезоне, стали последними в его карьере.
В общей сложности за время выступлений в профессиональных турах Гильдемайстер выиграл четыре турнира в одиночном и 23 — в парном разряде, все без исключения на грунтовых кортах. Выступления за сборную Чили в Кубке Дэвиса он продолжал до 1991 года, в общей сложности проведя за неё 48 игр в 28 матчах. Он одержал 23 победы в одиночном и 13 в парном разряде (последний показатель до настоящего времени является рекордом сборной Чили).

## Финалы турниров Большого шлема в мужском парном разряде (1)
Поражение (1)
| Год  | Турнир                     | Покрытие | Партнёр     | Соперники в финале         | Счёт в финале         |
| ---- | -------------------------- | -------- | ----------- | -------------------------- | --------------------- |
| 1982 | Открытый чемпионат Франции | Грунт    | Белус Пражу | Шервуд Стюарт Ферди Тайган | 5-7, 3-6, 1-1 — отказ |

## Титулы Гран-при за карьеру (27)
| №  | Дата             | Турнир             | Покрытие | Соперник в финале | Счёт в финале |
| -- | ---------------- | ------------------ | -------- | ----------------- | ------------- |
| 1. | 8 октября 1979   | Барселона, Испания | Грунт    | Эдди Диббс        | 6-4, 6-3, 6-1 |
| 2. | 26 ноября 1979   | Сантьяго, Чили     | Грунт    | Хосе Игерас       | 7-5, 5-7, 6-4 |
| 3. | 23 ноября 1981   | Сантьяго (2)       | Грунт    | Андрес Гомес      | 6-4, 7-5      |
| 4. | 20 сентября 1982 | Бордо, Франция     | Грунт    | Пабло Аррайя      | 7-5, 6-1      |

|     | Дата             | Турнир                              | Покрытие | Партнёр           | Соперники в финале               | Счёт в финале  |
| --- | ---------------- | ----------------------------------- | -------- | ----------------- | -------------------------------- | -------------- |
| 1.  | 4 декабря 1976   | Сантьяго, Чили                      | Грунт    | Патрисио Корнехо  | Элио Лито Альварес Белус Пражу   | 6-3, 7-6       |
| 2.  | 7 ноября 1977    | Богота, Колумбия                    | Грунт    | Белус Пражу       | Карлус Кирмайр Хорхе Эндрю       | 6-4, 6-2       |
| 3.  | 9 октября 1978   | Барселона, Испания                  | Грунт    | Желько Франулович | Жиль Мореттон Жан-Луи Хайе       | 6-1, 6-4       |
| 4.  | 4 декабря 1978   | Сантьяго (2)                        | Грунт    | Виктор Печчи      | Альваро Фильоль Хайме Фильоль    | 6-4, 6-3       |
| 5.  | 21 июля 1980     | Вашингтон, США                      | Грунт    | Андрес Гомес      | Джин Майер Сэнди Майер           | 6-4, 7-5       |
| 6.  | 29 сентября 1980 | Мадрид, Испания                     | Грунт    | Андрес Гомес      | Ян Кодеш Балаж Тароци            | 3-6, 6-3, 10-8 |
| 7.  | 3 ноября 1980    | Кито, Эквадор                       | Грунт    | Андрес Гомес      | Хосе Луис Клерк Белус Пражу      | 6-3, 1-6, 6-4  |
| 8.  | 11 мая 1981      | Открытый Гран-при Германии, Гамбург | Грунт    | Андрес Гомес      | Питер Макнамара Пол Макнами      | 6-4, 3-6, 6-4  |
| 9.  | 18 мая 1981      | Открытый чемпионат Италии, Рим      | Грунт    | Андрес Гомес      | Брюс Мэнсон Томаш Шмид           | 7-5, 6-2       |
| 10. | 29 сентября 1981 | Мадрид (2)                          | Грунт    | Андрес Гомес      | Хайнц Гюнтхардт Томаш Шмид       | 6-2, 3-6, 6-3  |
| 11. | 2 ноября 1981    | Кито (2)                            | Грунт    | Андрес Гомес      | Рикардо Икаса Дэвид Картер       | 7-5, 6-3       |
| 12. | 23 ноября 1981   | Сантьяго (2)                        | Грунт    | Андрес Гомес      | Рикардо Кано Белус Пражу         | 6-2, 7-6       |
| 13. | 20 сентября 1982 | Бордо, Франция                      | Грунт    | Андрес Гомес      | Ханс Симонссон Андерс Яррид      | 6-4, 6-2       |
| 14. | 14 февраля 1983  | Винья-дель-Мар, Чили                | Грунт    | Белус Пражу       | Жулио Гоис Ней Келлер            | 6-3, 6-1       |
| 15. | 29 апреля 1985   | Открытый Гран-при Германии (2)      | Грунт    | Андрес Гомес      | Хайнц Гюнтхардт Балаж Тароци     | 1-6, 7-6, 6-4  |
| 16. | 15 июля 1985     | Вашингтон (2)                       | Грунт    | Виктор Печчи      | Дэвид Грэм Балаж Тароци          | 6-3, 1-6, 6-4  |
| 17. | 28 апреля 1986   | Индианаполис, США                   | Грунт    | Андрес Гомес      | Шервуд Стюарт Джон Фицджеральд   | 6-4, 6-3       |
| 18. | 5 мая 1986       | Нью-Йорк, США                       | Грунт    | Андрес Гомес      | Борис Беккер Слободан Живоинович | 7-6, 7-6       |
| 19. | 21 июля 1986     | Бостон, США                         | Грунт    | Андрес Гомес      | Дэн Кассиди Мел Пёрселл          | 4-6, 7-5, 6-0  |
| 20. | 28 июля 1986     | Вашингтон (2)                       | Грунт    | Андрес Гомес      | Рикарду Асиоли Сезар Кист        | 6-3, 7-5       |
| 21. | 8 сентября 1986  | Штутгарт, ФРГ                       | Грунт    | Андрес Гомес      | Мансур Бахрами Диего Перес Бурин | 6-4, 6-3       |
| 22. | 20 апреля 1987   | Монте-Карло, Монако                 | Грунт    | Андрес Гомес      | Мансур Бахрами Микаэль Мортенсен | 6-2, 6-4       |
| 23. | 6 июля 1987      | Бостон (2)                          | Грунт    | Андрес Гомес      | Матс Виландер Йоаким Нюстрём     | 7-6, 3-6, 6-1  |

## Тренерская карьера
После окончания игровой карьеры Гильдемайстер стал теннисным тренером. Он возглавлял в качестве капитана сборную Чили в Кубке Дэвиса, с которой дважды выходил в четвертьфинал Мировой группы, и тренировал олимпийских чемпионов Николаса Массу и Фернандо Гонсалеса. Он также возглавлял спортивный центр One, но в результате землетрясения 2010 года центр был полностью разрушен, оставив своего основателя с огромными долгами сразу двум банкам. В 2012 году, закончив каденцию на посту капитана сборной Чили, Гильдемайстер перебрался в Южную Каролину, где основал теннисную академию совместно с Гильермо Виласом. Этот проект, однако, тоже оказался неудачным, и вскоре Гильдемайстер переехал в Тампу, где снова основал теннисный центр и взялся на добровольных началах за работу помощника тренера женской сборной своего родного Южно-Флоридского университета. Среди подопечных Гильдемайстера в последние годы — чемпионка США среди девушек Джессика Хо и игрок сборной Доминиканской республики в Кубке Дэвиса Хосе Эрнандес.